# Вивчаренко, Константин Русланович
Константи́н Русла́нович Вивчаре́нко (укр. Костянтин Русланович Вівчаренко; род. 10 июня 2002, Одесса) — украинский футболист, защитник киевского «Динамо».

## Биография

### Ранние годы
Уроженец Одессы, где начал свой футбольный путь в ДЮСШ-11 «Черноморец», после чего попал в академию киевского «Динамо». После окончания академии Константин был внесен в заявку «Динамо» на сезон 2018/19 и провел того розыгрыша 11 матчей за юношескую команду (8 — в чемпионате Украины и 3 — в Юношеской Лиге УЕФА) и 9 встреч— за молодежную и с обеими командами чемпионство Украины. В следующем сезоне Вивчаренко продолжил играть под руководством Игоря Костюка, сыграв 13 поединков в юношеском первенстве и отличившись первым голом (16 августа 2019 против сверстников «Десны»). Также принял участие во всех 5 матчах киевлян в Юношеской лиге УЕФА и 7 раз выходил в составе «Динамо» U21.
В начале 2020 года новым главным тренером первой команды «Динамо» Алексеем Михайличенко был взят на зимние сборы в Турции, где участвовал в контрольных матчах. Впрочем, впервые в заявку основного состава киевлян Вивчаренко был включен уже новым тренером Мирчей Луческу на матч за Суперкубок Украины 2020 года, в котором динамовцы одолели «Шахтер» (3:1), но на поле не вышел. После этого к сезону 2020/21 Вивчаренко снова готовился в обойме первой команды, параллельно выступая за молодежный состав, а также был заявлен на групповой этап Лиги чемпионов по списку «Б».

### «Динамо» (Киев)
27 июля 2022 года Вивчаренко дебютировал за первую команду «Динамо» в ответном матче 2-го квалификационного раунда Лиги чемпионов против турецкого «Фенербахче», где вышел на замену на 106-й минуте дополнительного времени вместо Владислава Дубинчака и отдал голевую передачу на Александра Караваева, благодаря чему команда победила со счетом 2:1 и прошла в следующий этап.
9 августа 2022 года в ответном матче 3-го квалификационного раунда Лиги чемпионов Вивчаренко впервые отличился на взрослом уровне в игре против австрийского «Штурма». Появившись на поле на 71-й минуте, при счете 1:0 в пользу «Штурма», на 97-й минуте Константин принял пас от Виктора Цыганкова в штрафной и точно пробил по воротам, сравняв счет и выведя «Динамо» вперед в двухматчевом противостоянии.
11 сентября 2022 года Вивчаренко провел свой первый матч в украинской Премьер-лиге в домашнем поединке 4-го тура против «Львова», выйдя в стартовом составе и был заменен на 61-й минуте на Владислава Дубинчака. 28 апреля 2023 года забил дебютный гол в УПЛ в матче против «Металлиста» (3:1).

## Достижения
«Динамо» (Киев)
- Чемпион Украины: 2024/25
- Серебряный призёр чемпионата Украины: 2023/24